# 量子エレクトロニクス
量子エレクトロニクス（りょうしエレクトロニクス、英語：quantum electronics）とは微視的環境における電子と光子の振る舞いにおける量子力学の効果を扱った物理学の分野である。
今日ではさまざまな知見が得られていて他の分野に波及している。固体物理学には量子力学が取り入れられ電子の振る舞いが明らかになった。半導体物理において研究が進み電子工学に応用される。
この分野は光子が電子に影響を受けるレーザーの基礎的過程（吸光、自発的放出、誘導放出）をも取り扱う。
1950年代から70年代にかけて研究が進んだ。今日、量子光学の研究の成果は原子物理や固体物理だけでなく幅広い分野で使用されている。